# Дисульфид трициркония
Дисульфид трициркония — бинарное неорганическое соединение циркония и серы с формулой Zr3S2, кристаллы.

## Получение
- Нагревание стехиометрических количеств чистых веществ:

{\displaystyle {\mathsf {3Zr+2S\ {\xrightarrow {1600^{o}C}}\ Zr_{3}S_{2}}}}

## Физические свойства
Дисульфид трициркония образует кристаллы 
гексагональной сингонии, пространственная группа P 6m2, параметры ячейки a = 0,3436 нм, c = 0,3435 нм,
структура типа карбида вольфрама
.
Соединение конгруэнтно плавится при температуре ≈1600°С.